# 中国飞行试验研究院
中国飞行试验研究院，又称航空工业试飞中心、阎良试飞院，位于中华人民共和国西安市阎良区（34°38′58.28″N 109°14′56.53″E / 34.6495222°N 109.2490361°E）
，是中华人民共和国唯一的航空产品国家级鉴定试飞机构。

## 简介
中国飞行试验研究院创建于1959年，原称一机部第四局飞行研究院。占地面积约5平方千米，拥有两条3400米长的特一级跑道和面积1万平米的实验室，是中国的军用飞机、民航飞机、直升机、航空发动机、机载设备的国家级鉴定试飞和适航审定机构，能同时承担多个型号、多架新机试飞。中国研制的新飞机和改进行型飞机的试飞中，有90%以上在中国飞行试验研究院完成。
试飞院有航空金奖获得者2名、国家级专家2名、省部级专家14名，57人享受国务院特殊津贴。
此外，中国飞行试验研究院設有全資附屬公司中飛通航，提供各式通用航空服務，包括遙感觀測及公務機包機業務等。